# Lebennin
Lebennin is een fictieve landstreek in In de ban van de ring van J.R.R. Tolkien.

## Geografie
In dit werk is Lebennin een van de regio's of lenen van het koninkrijk Gondor. Lebennin wordt ook wel poëtisch het mooie Lebennin van de Vijf Stromen genoemd. De vijf rivieren waarnaar wordt verwezen zijn de Gilrain, de Serni, de Celos, de Sirith en de Anduin.
In het westen wordt het grootste deel van de grens met Dor-en-Ernil gevormd door de Gilrain en nadat de Gilrain in de Serni uitmondt nog voor een stuk door deze rivier. In het noordoosten wordt de grens met Lossarnach gevormd door de Sirith. De grote rivier Anduin in het oosten scheidt Lebennin van Ithilien.
De inwoners van Lebennin hadden gemengd bloed en stamden af van zowel de Dúnedain als van eerdere inwoners die door de Dúnedain werden verdreven naar de Witte Bergen.

### Pelargir
De hoofdstad van Lebennin is Pelargir, aan de monding van de Sirith in de Anduin. Het is de oudste stad van Gondor en werd in de Tweede Era gesticht door kolonisten uit Númenor. De stad is Gondors belangrijkste havenstad en ligt aan de delta van de grote rivier de Anduin. De kolonisten behoorden tot de factie van de Elendili en zwoeren trouw aan Elendil de Lange toen hij zijn rijk, Gondor, stichtte. Het is in de gloriedagen van Gondor door de zeekoningen gebruikt om de strijd op zee aan te kunnen gaan met Umbar in Haradwaith.
Een andere stad is Linhir, aan de monding van de Serni in de Anduin.

## Oorlog om de Ring
Tijdens de Oorlog om de Ring kon Lebennin weinig mannen sturen om Minas Tirith te verdedigen tegen de legers van Sauron omdat de streek werd aangevallen door de Kapers van Umbar. De troepen van Lebennin slaagden erin om de Kapers te verslaan toen ze hulp kregen van het Leger der doden onder leiding van Aragorn. Ze verslaan deze bondgenoten van Sauron waarna Aragorn de doden laat gaan en de vloot overneemt. Na de ontbinding van dit dodenleger leidde Aragorn de mannen van Lebennin en Lamedon naar Minas Tirith om daar de Slag op de Velden van Pelennor te beslechten in het voordeel van Gondor.